# Lalveri
Il monte Lalveri (in georgiano ლალვერი?) o Ljal'ver (in russo Ляльвер?) è una delle vette del Muro di Bezengi della Catena del Caucaso. Si trova nella Cabardino-Balcaria (Russia) al confine con la Mingrelia-Alta Svanezia (Georgia).
Il Lalveri (alto 4350 m) è la vetta più occidentale del Muro di Bezengi..
Attraverso il Lalveri ci sono percorsi per il Picco Esenin e per il Gestola (grado di difficoltà 3b), nonché una traversata dell'intera parete e oltre fino al Dych-Tau (5b).